# フランス領スーダン

フランス領スーダン
Soudan français (フランス語)

国歌: La
Marseillaise（フランス語）
ラ・マルセイエーズ

緑：フランス領スーダン
黄緑：フランス領西アフリカ
グレー：その他のフランス植民地
黒：フランス共和国

フランス領スーダン（フランス語: Soudan français, 英語: French Sudan）は、1890年から1902年および1920年から1960年の間、西アフリカに存在したフランスの植民地である。フランス領西アフリカの一部であり、現在のマリ共和国の領域を管轄としていた。

## 歴史

### 前史
現在のマリ共和国の地域にフランス植民地政府が置かれたのは1880年のことである。当時はオー・セネガル植民地と呼ばれ、首都はカイに置かれた。

### 1890年 - 1902年
1890年にはフランス領スーダンと改称され、1899年には首都はカイからバマコへと遷都された。

### セネガンビア・ニジェール
1902年にはセネガルやニジェールと統合され、フランス領セネガンビア・ニジェール植民地となった。

### オー・セネガル・ニジェール
1904年にはフランス領オー・セネガル・ニジェール植民地となった。

### 1921年 - 1960年
1919年にフランス領オートボルタ（現ブルキナファソ）が分離し、1921年12月1日には再びマリの領域だけで再独立してフランス領スーダンの呼称に戻った。
1933年にフランス領オートボルタが消滅した際、領土を増やした。
1958年10月4日の国民投票の結果、1958年11月25日にフランス領スーダンはフランス共同体の中で自治権を得た。その後各植民地の完全独立の動きが高まる中、フランス領スーダンの首相であるモディボ・ケイタは同じくフランス領セネガルの首相レオポール・セダール・サンゴールとともに両国の連合を組むことに合意し、1960年6月20日両国はマリ連邦として統一して独立した。しかし、両植民地の意見の食い違いにより、8月20日にセネガルは脱退し、わずか2ヶ月でマリ連邦は崩壊。残されたスーダンはマリ共和国として単独独立することとなった。